# Lohn-Preis-Spirale
Die Lohn-Preis-Spirale ist in der Volkswirtschaftslehre und in der Umgangssprache ein politisches Schlagwort, mit dem die Hypothese vertreten wird, dass Erhöhungen des Nominallohns für die Erhöhung des Preisniveaus verantwortlich sind.

## Allgemeines
Zwar ist die Argumentation, dass einerseits Lohnerhöhungen den Kostendruck und die Güternachfrage erhöhen, andererseits Preissteigerungen wegen einer angestrebten Sicherung der Realeinkommen wiederum zu höheren Nominallohnforderungen führen, einigermaßen plausibel, aber nicht zwingend. Die Lohndruck-Inflation (englisch wage push inflation), also eine durch die Überwälzung von Arbeitskosten in die Preise ausgelöste Inflation, ist nur eine von vielen Inflationsursachen. Sie entsteht beim Verteilungskampf zwischen den Tarifpartnern (Gewerkschaften und Arbeitgebern). Wenn die Gesamtkosten für die Unternehmen steigen und nicht durch Kostensenkungen aufgefangen werden können (also höhere Produktivität), müssen die Unternehmen die erhöhten Kosten auf die Güterpreise überwälzen.
Orientieren sich Lohnforderungen der Gewerkschaften an der Inflationsrate und nicht – wie volkswirtschaftlich vertretbar – an der Arbeitsproduktivität, ist (bei sonst gleichbleibenden Verhältnissen) tatsächlich mit einer Erhöhung der Inflationsrate zu rechnen. Da die Preiserhöhungen die Reallöhne verringern, kommt es zu weiteren Lohnforderungen der Gewerkschaften, und eine Spirale ist in Gang gesetzt.

## Keine Lohn-Preis-Spirale
Die Wirkung einer Lohn-Preis-Spirale tritt unter folgenden Bedingungen nicht oder nur teilweise ein:
- In Märkten mit starker Konkurrenz (europäischer oder globaler Markt für die Produkte) können die Unternehmer wegen des Preiskampfes Kostenerhöhungen nicht an die Preise weitergeben.
- Wenn steigende Kosten für Unternehmer durch Kostensenkungen aufgrund steigender Produktivität aufgefangen werden können.
- In Zeiten schwacher Konjunktur. Hier gelingt es den Gewerkschaften nur selten, Lohnerhöhungen durchzusetzen.
- In Zeiten mit geringer inflationärer Entwicklung.

Sind Überwälzungsmöglichkeiten eingeschränkt oder nicht vorhanden, kann sich eine Lohn-Preis-Spirale nicht entwickeln.

## Begriff
Als Lohn-Preis-Spirale wird in der volkswirtschaftlichen Theorie eine sich gegenseitig vorantreibende Lohn- und Preisinflation bezeichnet. Grundgedanke dabei ist, dass die Arbeitnehmer, vertreten durch die Gewerkschaften, einen wenigstens gleichbleibenden Reallohn ({\displaystyle {\tfrac {W}{P}}}) anstreben. Auf der anderen Seite möchten die Unternehmen eine konstante Gewinnmarge ({\displaystyle \mu }) erwirtschaften. Dies führt bei steigenden Löhnen zu steigenden Preisen, was wiederum die Forderung nach Lohnerhöhungen nach sich zieht.
Wichtige Einflussfaktoren dieses Zusammenhangs, die nachfolgend im Einzelnen erläutert werden sollen, sind die Preiserwartungen ({\displaystyle P^{\mathrm {e} }}), die erwartete Inflation ({\displaystyle \Pi ^{\mathrm {e} }}) und die Verhandlungspositionen der an der Lohnsetzung Beteiligten, welche maßgeblich von der Arbeitslosenquote ({\displaystyle u}) abhängen.

## Die Sicht der Arbeitnehmer
Ausgangspunkt für den Ruf nach höheren Nominallöhnen ist die Lohnsetzungsgleichung:
{\displaystyle W=P^{\mathrm {e} }F(u,z)}.
Die Höhe des Nominallohns {\displaystyle W} hängt damit einerseits von den Preiserwartungen {\displaystyle P^{\mathrm {e} }} und andererseits von der Funktion {\displaystyle F(u,z)} ab, wobei {\displaystyle F(u,z)} den Einfluss der Arbeitslosenquote {\displaystyle u} und den restlichen Einflussfaktoren {\displaystyle z} auf {\displaystyle W} widerspiegelt. Zwischen der Höhe des Nominallohns {\displaystyle W} und der Arbeitslosenquote {\displaystyle u} besteht ein negativer Zusammenhang. Das liegt in der Verhandlungsposition der Arbeitnehmer und Gewerkschaften begründet. Bei geringer Arbeitslosigkeit ist es für die Unternehmen schwierig, die „passenden“ Arbeitskräfte zu finden, sie müssen mehr Lohn bezahlen ({\displaystyle \downarrow u\rightarrow W\uparrow }). Bei einer hohen Arbeitslosenquote ist die Verhandlungsposition der Arbeitnehmer schlecht, ihr Einfluss auf die Bestimmung der Lohnhöhe nimmt ab. Die Sammelvariable z umfasst die restlichen Faktoren, die die Lohnsetzung beeinflussen, wie z. B. die Höhe des Arbeitslosengeldes oder gesetzliche Mindestlöhne. Sie wirkt sich positiv auf die Entwicklung des Nominallohns aus ({\displaystyle \uparrow z\rightarrow W\uparrow }) und wird normalerweise als konstant angesehen. Das erwartete Preiseniveau (Pe) bestimmt sich nach der erwarteten Inflation ({\displaystyle \Pi ^{\mathrm {e} }}), wofür üblicherweise die tatsächliche Inflationsrate des Vorjahres herangezogen wird ({\displaystyle \Pi _{\mathrm {t} }^{\mathrm {e} }=\Pi _{\mathrm {t-1} }}).
Zusammenfassend kann gesagt werden, dass die Höhe der Nominallöhne wesentlich von den erwarteten Preisen und damit der erwarteten Inflation und dem Durchsetzungsvermögen der an der Lohnsetzung Beteiligten abhängt.

## Die Sicht der Unternehmen
Die Preise der Unternehmen werden nach der Preissetzungsgleichung bestimmt:
{\displaystyle P=(1+\mu )W}.
Daraus lässt sich erkennen, dass die Preise vom Gewinnaufschlag {\displaystyle \mu } und der Höhe des Nominallohns {\displaystyle W} abhängen. Soll {\displaystyle \mu } auf einem konstanten Niveau gehalten werden, muss bei steigenden Löhnen auch der Preis steigen.

## Zusammenhang mit der Phillipskurve

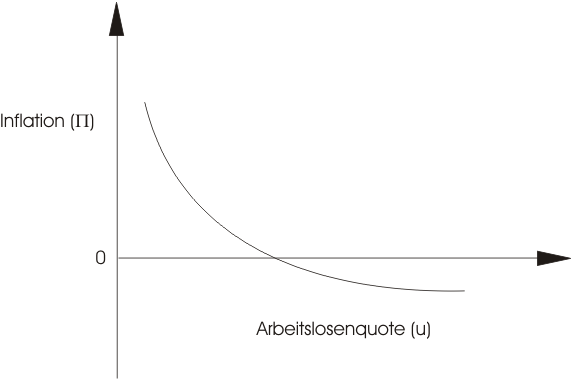
Phillipskurve USA 1900–1960, tendenzieller Verlauf

Der britische Ökonom Alban W. Phillips entdeckte im Jahre 1958 einen Zusammenhang zwischen Arbeitslosigkeit und Inflationsrate. Er verglich diese Werte (für Großbritannien) für jedes Jahr seit 1861 und beobachtete eine negative Korrelation zwischen beiden. Bei hoher Arbeitslosigkeit war die Inflation niedrig und umgekehrt. Bei einer Wiederholung dieser Untersuchung in den USA mit den Daten von 1900 bis 1960 zeichnete sich die gleiche Tendenz ab: Niedrige Arbeitslosigkeit ging mit hoher Inflation einher, hohe Arbeitslosigkeit mit niedriger Inflation. Der Schnittpunkt der Kurve mit der horizontalen Achse gibt die sogenannte „natürliche Arbeitslosenquote“ wieder (die Inflation nicht beschleunigende Arbeitslosenquote, englisch nonaccelerating inflation rate of unemployment, kurz NAIRU), eine inflationsneutrale Arbeitslosenquote. Sinkt das Niveau der Arbeitslosigkeit unter diese Quote (d. h. grafisch eine Linksbewegung von dem Schnittpunkt mit der Abszisse und der Kurve), was die Verhandlungsposition der Arbeitnehmer verbessert, steigt die Inflationsrate an, da höhere Nominallöhne durchgesetzt werden können, was (wie oben bereits erläutert) bei konstantem Gewinnaufschlag {\displaystyle \mu } eine Preissteigerung nach sich zieht.

## Kritische Betrachtung

### Weitere Einflussfaktoren
Es muss die Frage gestellt werden, ob die Höhe der Nominallöhne und der Preise einzig und allein von der Preis- und Inflationserwartung und der Arbeitslosenquote abhängt. In Märkten mit starker Konkurrenz lässt sich eine Preissteigerung für die Unternehmen nur sehr schwer durchsetzen, wenn sie ihre Konkurrenzfähigkeit erhalten wollen. Steigende Löhne spielen hier nur eine untergeordnete Rolle und haben keinen unmittelbaren Preisanstieg zur Folge. Eine Lohnsteigerung lässt sich (zumindest teilweise) durch eine Produktivitätssteigerung der Arbeitnehmer auffangen, sodass der Effekt auf die Preise gedämpft wird. Löhne werden meist branchenabhängig ausgehandelt, sodass flächendeckende Lohn- und daraus folgende Preiserhöhungen unwahrscheinlich sind.

### Historisches Beispiel
Ein reales Beispiel für die Lohn-Preis-Spirale war die Scala mobile in Italien. Hier wurden die Löhne vierteljährlich automatisch den (steigenden) Preisen angepasst, was eine verstärkte Inflation hervorrief, die 1980 nahezu 22 % betrug. Nach langem Streit wurde das Gesetz 1993 wieder abgeschafft. Eine monokausale Begründung der massiven Preissteigerungen dieser Jahre ausschließlich durch die ständig steigenden Löhne ist jedoch nicht zulässig. Auf die Inflation haben auch andere Faktoren Einfluss.